# Palojoki, Nyland
Palojoki är ett vattendrag i Finland.   Det ligger i landskapet Nyland, i den södra delen av landet, 27 km norr om huvudstaden Helsingfors.